# Indian Premier League
Indian Premier League (IPL) je profesionalna moška kriket liga, ki vključuje deset ekip iz desetih indijskih mest. Ligo je leta 2007 ustanovil odbor za nadzor kriketa v Indiji (BCCI).
IPL je najbolj gledana kriket liga na svetu in se je v letu 2014 po povprečni obiskanosti uvrstila na šesto mesto med vsemi športnimi ligami. Leta 2010 je IPL postal prvi športni dogodek na svetu, ki se je v živo prenašal na YouTube. Vrednost blagovne znamke IPL je leta 2019 znašala 6,3 milijarde ameriških dolarjev. Sezona IPL 2015 je prispevala 150 milijonov ameriških dolarjev k BDP indijskega gospodarstva.
Na turnirju IPL je bilo štirinajst sezon . Trenutni nosilci naslova IPL so Chennai Super Kings, ki so zmagali v sezoni 2021.